# Carlson Rezidor Hotel Group
Carlson Rezidor Hotel Group är ett belgiskt-amerikanskt multinationellt hotellföretag, som är ett av världens största i sin bransch. De har 1 092 hotell med 172 234 hotellrum till sitt förfogande med ytterligare 280 hotell med 50 150 hotellrum under utveckling alternativt konstruktion.
För 2014 hade de en omsättning på omkring $7,8 miljarder och en personalstyrka på cirka 85 000. Företagets största ägare är Carlson Hotels Worldwide med 41,74%.
Namnet Rezidor är en ordbildning där det är tänkt att föra tankarna till de engelska orden "residence" (bostad) och "door" (dörr) samt det franska "or" (guld). Alla Radisson Blu hotel har en pool och en del har med vattenrutschbanor. Det finns en åldersgräns på att få vara i vattenanläggningarna; minst sex år för att få komma in utan en vuxen med sig.

## Historia
- 1960 SAS öppnar sitt första hotell, SAS Royal Hotel i Köpenhamn.
- 1960 SAS kallade företaget SAS International Hotels.
- 1994 SAS och Carlson Hotels signerar ett avtal om att alla Radisson Hotel i Europa ska drivas av SAS. Kedjan Radisson SAS var född.
- 2001 Företaget byter namn till Rezidor SAS, SAS signerar ett nytt avtal med Carlsons och tre ytterligare kedjor ingår i gruppen.
- 2006 meddelar SAS Group att man tänker introducera företaget på OMX Stockholmsbörsen och eventuellt sälja företaget.

Den 28 november 2006 börsnoteras Rezidor SAS och byter namn till Rezidor Hotel Group. I samband med börsnoteringen säljer SAS 91 % av sitt aktieinnehav och äger därefter 6,7 % av aktierna i Rezidor. 
- I maj 2007 meddelade SAS att Carlson Hotels köper SAS resterande ägarandel om 6,7 % i Rezidor.
- I februari 2009 bytte Rezidor namn på sitt huvudvarumärke från Radisson SAS till Radisson Blu.
- Rezior Hotel Group AB namnändrades till Radisson Hospitality AB den 1 juni 2018.[3]
- Radisson Hospitality AB avnoterades från Stockholmsbörsen den 22 mars 2019 sedan bolaget förvärvats av Jinjiang International.[3]

## Kedjor inom Rezidor
- Radisson Blu Hotels and Resorts
- Country Inn
- Park Inn
- Regent Hotels
- Hotel Missoni